# Giuliano Bonfante
Giuliano Bonfante (Milano, 6 agosto 1904 – Roma, 7 settembre 2005) è stato un glottologo italiano.

## Biografia
Figlio del famoso giurista Pietro Bonfante, nacque a Milano nel 1904. Studioso delle lingue indoeuropee, con l'avvento del fascismo lasciò l'Italia e insegnò a Ginevra e poi negli Stati Uniti.
Tornato in Italia nel dopoguerra, divenne docente all'Università di Genova e poi all'Università di Torino, dove insegnò glottologia (linguistica comparata) e filologia germanica, e dove concluse la sua carriera didattica.
Nel 1969 divenne membro dell'Accademia dei Lincei. Il 20 settembre 1979 ottenne la concessione del titolo di Barone dall'ex Re d'Italia Umberto II, che si trovava in esilio a Cascais.
Tra le lingue morte, studiò in particolare il latino,  l'etrusco e l'ittita. Interessanti furono anche i suoi studi sulla lingua romena.
Negli anni sessanta, sull'onda del Convegno di Avignone sul latino vivo, propugnò una riforma della pronuncia del latino da adottare nel sistema scolastico italiano, similmente a quanto avveniva nei paesi anglosassoni e in Francia.
Morì nel 2005 a Roma, ultracentenario. Era padre dell'archeologa ed etruscologa Larissa Bonfante.

## Pubblicazioni principali
- Della intonazione sillabica indoeuropea (Roma, 1930)
- I dialetti indoeuropei (Napoli, 1931)
- Latini e Germani in Italia (Brescia, 1965)
- La dottrina neolinguistica (Torino, 1970)
- Studi romeni (Roma, 1973)
- The Etruscan language: an introduction (New York, 1983)
- La protopatria degli Slavi (Breslavia, 1984)
- Grammatica latina: per le Scuole Medie Superiori (Milano, 1987)
- The origin of the Romance languages: stages in the development of Latin (1999, con Larissa Bonfante)